# Xavier Garbajosa
Xavier Garbajosa (Toulouse, 5 de diciembre de 1976) es un exjugador y entrenador francés de rugby que se desempeñaba mayoritariamente como fullback.

## Carrera
Destacándose desde joven, debutó en primera con 18 años y fue uno de los jugadores más destacados del Stade Toulousain con quien ganó todos los títulos posibles varias veces. Un jugador muy completo, su debilidad fue las continuas lesiones que sufrió sobre todo en la rodilla que lo obligó a retirarse en 2008 con 31 años.

### Entrenador
En 2014 fue anunciado como nuevo entrenador del Stade Rochelais, está al frente del equipo desde entonces.

## Selección nacional
Debutó en Les Bleus por primera vez en 1998 y se retiró de ellos en octubre de 2003. En total jugó 32 partidos y marcó siete tries (35 puntos).

### Participaciones en Copas del Mundo
Disputó la Copa del Mundo: Gales 1999 donde fue titular en todos los partidos. Cuatro años después fue convocado a Australia 2003 pero se lesionó la rodilla antes de viajar y debió ser reemplazado.
| Mundial                       | Sede  | Resultado  | PJ | Tries |
| ----------------------------- | ----- | ---------- | -- | ----- |
| Copa Mundial de Rugby de 1999 | Gales | Subcampeón | 6  | 1     |

## Palmarés
- Campeón del Torneo de las Seis Naciones de 1998 y 2002 ambos con Grand Slam.
- Campeón de la Copa de Campeones de 2002/03 y 2004/05.
- Campeón del Top 14 de 1996-97, 1998-99 y 2000-01.
- Campeón de la Copa de Francia de 1998.